# Михољачки Пореч
Михољачки Пореч је насељено место у саставу града Доњег Михољца у Осјечко-барањској жупанији, Република Хрватска.

## Историја
До територијалне реорганизације у Хрватској налазио се у саставу старе општине Доњи Михољац.

## Становништво
На попису становништва 2011. године, Михољачки Пореч је имао 183 становника.

## Попис1991.
На попису становништва 1991. године, насељено место Михољачки Пореч је имало 215 становника, следећег националног састава:
| Попис 1991.‍  | Попис 1991.‍  | Попис 1991.‍ | Попис 1991.‍ | Попис 1991.‍ |
| ------------ | ------------ | ----------- | ----------- | ----------- |
|              |              |             |             |             |
| Хрвати       | Хрвати       |             | 206         | 95,81%      |
| Срби         | Срби         |             | 2           | 0,93%       |
| Мађари       | Мађари       |             | 1           | 0,46%       |
| Чеси         | Чеси         |             | 1           | 0,46%       |
| неопредељени | неопредељени |             | 1           | 0,46%       |
| непознато    | непознато    |             | 4           | 1,86%       |
| укупно: 215  |              |             |             |             |